# Lamar Hunt U.S. Open Cup de 2018
A Lamar Hunt U.S. Open Cup de 2018 foi a 105ª edição da competição de futebol mais antiga dos Estados Unidos. O Sporting Kansas City entrou na competição defendendo o título.
A premiação para o campeão foi de $300.000, e o vice, recebeu $100.000.
Inicialmente esta edição do torneio excluiu os clubes da North American Soccer League devido a suspensão da temporada de 2018. Porém após uma decisão do comitê da competição em março de 2018 foram liberadas a disputar as equipes da NASL que estão disputando a NPSL, são eles o Jacksonville Armada FC, Miami FC 2 e o New York Cosmos B.

## Participantes
| Entram na pré-eliminatória (Divisão Aberta)                                                                              | Entram na primeira fase (Divisão Aberta) | Entram na primeira fase (Divisão Aberta) | Entram na primeira fase (Divisão Aberta) | Entram na segunda fase (Segunda Divisão) | Entram na quarta fase (Primeira Divisão) |
| NPSL/PDL 4 times/2 times                                                                                                 | USASA 13 times | NPSL 19 times | PDL 20 times | USL 22 times | MLS 20 times |
| NPSL - Brooklyn Italians - Jacksonville Armada FC - Miami FC 2 - New York Cosmos B PDL - FC Miami City - The Villages SC | - Azteca FC - Christos FC - FC Denver - FC Kendall - Kendall Wanderers - La Máquina - Lansdowne Bhoys FC - L.A. Wolves FC - NTX Rayados - Red Force FC - Rochester Lancers - Santa Ana Winds FC - Sporting Arizona FC | - AFC Ann Arbor - CD Aguiluchos USA - Dakota Fusion FC - Detroit City FC - Duluth FC - Elm City Express - Erie Commodores FC - FC Arizona - FC Motown - FC Wichita - Fort Worth Vaqueros - Inter Nashville FC - Kingston Stockade FC - Kitsap Soccer Club - Miami United FC - Midland-Odessa FC - New Orleans Jesters - Orange County FC | - Charlotte Eagles - FC Golden State Force - FC Miami City - FC Tucson - Florida Tropics SC - Long Island Rough Riders - Michigan Bucks - Mississippi Brilla - Myrtle Beach Mutiny - New York Red Bulls U-23 - Ocean City Nor'easters - OKC Energy U23 - Portland Timbers U23 - Reading United AC - San Francisco City FC - Seacoast United Phantoms - SIMA Águilas - South Georgia Tormenta FC - The Villages SC - Western Mass Pioneers | - Charleston Battery - Charlotte Independence - Colorado Springs Switchbacks FC - FC Cincinnati - Fresno FC - Indy Eleven - Las Vegas Lights FC - Louisville City FC - Nashville SC - North Carolina FC - Oklahoma City Energy FC - Orange County SC - Penn FC - Phoenix Rising FC - Pittsburgh Riverhounds - Reno 1868 FC - Richmond Kickers - Sacramento Republic FC - Saint Louis FC - San Antonio FC - Tampa Bay Rowdies - Tulsa Roughnecks FC | - Atlanta United FC - Chicago Fire - Colorado Rapids - Columbus Crew SC - D.C. United - FC Dallas - Houston Dynamo - Los Angeles Galaxy - Los Angeles FC - Minnesota United FC - New England Revolution - New York City FC - New York Red Bulls - Orlando City SC - Philadelphia Union - Portland Timbers - Real Salt Lake - San José Earthquakes - Seattle Sounders FC - Sporting Kansas City |

## Pré-eliminatória
As partidas desta fase foram anunciadas em 4 de abril.
| 6 de maio     | The Villages | 1 – 2     | Jacksonville Armada FC   | Southern Oak Stadium, Jacksonville |
| 19:00 (UTC−4) | Torres 59'   | Relatório | Kilduff 6' · Charpie 70' | Árbitro: Sean-Michael Kemp         |

| 6 de maio     | FC Miami City | 1 – 3     | Miami FC 2                             | Tropical Park Stadium, Miami |
| 19:00 (UTC−4) | Nembhard 55'  | Relatório | Smart 11' · Suárez 57' · Michaud 90+1' | Árbitro: Alejo Calume        |

| 6 de maio     | Brooklyn Italians            | 3 – 2     | New York Cosmos B       | Long Island University Brooklyn Athletic Facility, Brooklyn |
| 20:00 (UTC−4) | Barone 32' · Hansen 58', 85' | Relatório | Bardic 37' · Wojcik 59' | Árbitro: Christian Centeno                                  |

## Primeira fase
As partidas desta fase foram anunciadas em 4 de abril.
| 8 de maio     | Portland Timbers U23                                                                      | 5 – 0     | Kitsap SC | McCulloch Stadium, Salem                 |
| 19:00 (UTC−7) | Ortiz-Flores 14' · Shahmirzadi 33' (g.c.) · Eronemo 51' (g.c.) · Tchilao 62' · Walker 85' | Relatório |           | Público: 470 Árbitro: Ekaterina Kolareva |

| 9 de maio     | AFC Ann Arbor | 0 – 3     | Ocean City Nor'easters                  | Scicluna Field, Ypsilanti |
| 18:30 (UTC−4) |               | Relatório | N'Dah 10' · Raioli 27' · Mompremier 52' | Árbitro: Eric Lott        |

| 9 de maio     | Miami FC 2                               | 4 – 0     | Red Force FC | FIU Soccer Stadium, Miami |
| 19:00 (UTC−4) | Tyrpak 22', 45' · Mares 60' · Suárez 87' | Relatório |              | Árbitro: Juan Pablo Casas |

| 9 de maio     | Western Mass Pioneers | 1 – 2     | Elm City Express | Lusitano Stadium, Ludlow |
| 19:00 (UTC−4) | Alencar Júnior 45'    | Relatório | Asante 23', 82'  | Árbitro: Adam Kilpatrick |

| 9 de maio     | FC Motown     | 2 – 1     | New York Red Bulls U-23 | Ranger Stadium, Madison |
| 19:00 (UTC−4) | Duka 34', 45' | Relatório | Saramago 21'            | Árbitro: John Hartley   |

| 9 de maio     | Reading United AC | 1 – 1 (pro) | Christos FC | Alvernia University Stadium, Reading |
| 19:00 (UTC−4) | Roberts 59'       | Relatório   | Rudy 4'     | Árbitro: Jarosław Werel              |

|                                         |       | Penalidades |  |
| Molloy Hauret Chretien Lipinski Roberts | 5 – 4 |             |  |

| 9 de maio     | Erie Commodores FC | 1 – 1 (pro) | Rochester RiverDogz | Gannon University Stadium, Erie |
| 19:00 (UTC−4) | Philpot 27'        | Relatório   | Gerber 45'          | Árbitro: Brian Miller           |

|  |       | Penalidades |
|  | 4 – 3 |             |

| 9 de maio     | SIMA Águilas | 0 – 2     | Jacksonville Armada FC      | Montverde Academy, Montverde |
| 19:00 (UTC−4) |              | Relatório | Castellanos 53' · Doyle 76' | Árbitro: Madžid Coric        |

| 9 de maio     | Charlotte Eagles | 1 – 6     | Inter Nashville FC                                     | Sportsplex at Matthews, Matthews |
| 19:00 (UTC−4) | Fidler 56' (pen) | Relatório | Aruh 4', 6', 35' · Reichenberger 18' · Sakou 45+', 85' | Árbitro: Eric Barnes             |

| 9 de maio     | Myrtle Beach Mutiny | 1 – 2     | South Georgia Tormenta FC | North Myrtle Beach Sports Park Field #6, Little River |
| 19:30 (UTC−4) | Delusma 56'         | Relatório | Arslan 76' · Soler 82'    | Árbitro: Sergii Demianchuk                            |

| 9 de maio     | Seacoast United Phantoms | 2 – 2 (pro) | Kendall Wanderers          | Seacoast United Sports Park, Amesbury |
| 19:30 (UTC−4) | Sackie 45' · Jordan 86'  | Relatório   | Samati 37' · Robertson 90' | Árbitro: Max Perkins                  |

|  |       | Penalidades |
|  | 6 – 5 |             |

| 9 de maio     | Miami United FC                                  | 5 – 2     | FC Kendall              | Ted Hendricks Stadium, Hialeah |
| 19:30 (UTC−4) | Granitto 17' · Gorbsov 24' · Ochoa 31', 42', 73' | Relatório | Mion 15' · Schmid 90+4' |                                |

| 9 de maio     | Detroit City FC | 1 – 1 (pro) | Michigan Bucks | Keyworth Stadium, Hamtramck         |
| 19:30 (UTC−4) | Lawson 57'      | Relatório   | Pinheiro 84'   | Público: 3 416 Árbitro: Nick Balcer |

|  |       | Penalidades |
|  | 6 – 5 |             |

| 9 de maio     | Long Island Rough Riders                                         | 6 – 3 (pro) | Kingston Stockade FC                   | John Burns Park, Massapequa Park |
| 19:00 (UTC−4) | Botte 56', 114' · Wharf 80' · Rosario 108' · Ledula 112', 120+2' | Relatório   | Jeter 11' · Creswick 52' · Koziol 119' | Árbitro: Dave Breckner           |

| 9 de maio     | Brooklyn Italians | 0 – 2     | Lansdowne Bhoys FC                | Long Island University Brooklyn Athletic Facility, Brooklyn |
| 20:00 (UTC−4) |                   | Relatório | Kavanagh 9' · Guirassy 47' (g.c.) | Árbitro: Thomas Snyder                                      |

| 9 de maio     | New Orleans Jesters | 1 – 1 (pro) | Mississippi Brilla | Pan American Stadium, Nova Orleães |
| 19:00 (UTC−5) | Peers 72'           | Relatório   | Brock 65'          | Árbitro: Tyler Mitcham             |

|  |       | Penalidades |
|  | 2 – 3 |             |

| 9 de maio     | FC Wichita                  | 3 – 1     | OKC Energy U23 | Trinity Academy, Wichita |
| 19:00 (UTC−5) | Sosa 38', 39' · Andoh 90+1' | Relatório | Garcia 77'     | Árbitro: Luis Tribaldo   |

| 9 de maio     | Duluth FC                      | 4 – 4 (pro) | Dakota Fusion FC                                  | James S. Malosky Stadium, Duluth |
| 19:00 (UTC−5) | Watt 31' · Ramos 32', 35', 50' | Relatório   | Stockman-Willis 4' · Johnson 47', 48' · Gauld 63' | Árbitro: Matt Printup            |

|  |       | Penalidades |
|  | 3 – 0 |             |

| 9 de maio     | Midland-Odessa FC                             | 3 – 0     | Lakeland Tropics | Grande Communications Stadium, Midland    |
| 19:30 (UTC−5) | Lao 33' (pen) · Dominguez 39' · Velazquez 44' | Relatório |                  | Público: 657 Árbitro: Ramón Bermudez, Jr. |

| 9 de maio     | NTX Rayados              | 2 – 1 (pro) | Fort Worth Vaqueros FC | Richland Community College Field #10, Dallas |
| 19:30 (UTC−5) | Martinez 6' · Okeke 115' | Relatório   | Edet 25'               | Árbitro: Brandon Gardner                     |

| 9 de maio     | CD Aguiluchos USA | 0 – 4     | San Francisco FC                                                | Raimondi Park, Oakland |
| 18:00 (UTC−7) |                   | Relatório | Lombardi 44' · Hurlow-Paonessa 45' · Hughes 80' · Bagramyan 90' | Árbitro: Turan Ozdemir |

| 9 de maio     | FC Arizona | 0 – 1     | Sporting Arizona FC | John Riggs Stadium, Mesa |
| 19:00 (UTC−7) |            | Relatório | Guse 73'            | Árbitro: Robi Hullner    |

| 9 de maio     | FC Denver                                 | 4 – 2     | Azteca FC                  | North Stadium, Westminster |
| 19:15 (UTC−7) | Castillo 29', 54', 90+17' · Bernhardt 37' | Relatório | Munoz 58' · Aguilera 90+7' | Árbitro: Adam Zarrin       |

| 9 de maio     | FC Golden State Force                           | 3 – 1     | L.A. Wolves FC | Rio Hondo College, Whittier |
| 19:00 (UTC−7) | Manfredini 19' · Faramilio 56' · Lopez Ruiz 71' | Relatório | Gomez 85'      | Árbitro: Robert Sarfaraz    |

| 9 de maio     | Orange County FC            | 3 – 0 | Santa Ana Winds FC | Championship Soccer Stadium, Irvine |
| 19:00 (UTC−7) | ten Bosch 43', 80' · Canale |       |                    | Árbitro: Samantha Martinez          |

| 9 de maio     | FC Tucson                | 2 – 1     | La Máquina FC | Kino Veterans Memorial Stadium, Tucson |
| 19:30 (UTC−7) | Romero 2' · Gonzalez 55' | Relatório | Velazquez 31' | Árbitro: Todd Woodhull                 |

## Segunda fase
Os pareamentos desta fase foram anunciados em 11 de abril.
| 16 de maio    | North Carolina FC                    | 3 – 0     | Lansdowne Bhoys FC | WakeMed Soccer Park, Cary              |
| 19:00 (UTC−4) | Tobin 2' · Lomis 44' · Luxbacher 74' | Relatório |                    | Público: 1 754 Árbitro: Gabriel Rivera |

| 16 de maio    | Erie Commodores FC | 1 – 2     | Pittsburgh Riverhounds            | Gannon University Stadium, Erie |
| 19:00 (UTC−4) | Philpot 45'        | Relatório | Vancaeyezeele 4' · Kerr 30' (pen) | Árbitro: James Duling           |

| 16 de maio    | Reading United AC | 1 – 1 (pro) | Richmond Kickers | Don Thomas Stadium, Reading |
| 19:00 (UTC−4) | Bennett 70'       | Relatório   | Osei-Wusu 8'     | Árbitro: Brandon Smith      |

|                                 |       | Penalidades                              |  |
| Molloy Krutzen Lipinski Maloney | 3 – 4 | Imura Gonzalez Williams Cordovés Hlavaty |  |

| 16 de maio    | Louisville City FC                                             | 5 – 0     | Long Island Rough Riders | Lynn Stadium, Louisville              |
| 19:00 (UTC−4) | Smith 26' · Ilić 38' · Spencer 68' · Ownby 82' · Lancaster 87' | Relatório |                          | Público: 1 516 Árbitro: Brandon Artis |

| 16 de maio    | FC Motown | 1 – 3     | Penn FC                                   | Ranger Stadium, Madison |
| 19:00 (UTC−4) | Duka 53'  | Relatório | Jaime 79' · Baffoe 81' · Pedro Galvão 90' | Árbitro: Luis Arroyo    |

| 16 de maio    | Charleston Battery | 1 – 0     | South Georgia Tormenta FC | MUSC Health Stadium, Charleston |
| 19:00 (UTC−4) | Okonkwo 21'        | Relatório |                           | Árbitro: David Erbacher         |

| 16 de maio    | Charlotte Independence | 1 – 3     | Ocean City Nor'easters           | Sportsplex at Matthews, Matthews |
| 19:30 (UTC−4) | Herrera 58'            | Relatório | Gurrieri 4', 6' · Mompremier 44' | Árbitro: Eric Usher              |

| 16 de maio    | Seacoast United Phantoms | 0 – 2     | Elm City Express  | Seacoast United Sports Park, Amesbury |
| 19:30 (UTC−4) |                          | Relatório | Saunchez 81', 90' | Público: 150 Árbitro: Michael Dee     |

| 16 de maio    | FC Cincinnati                      | 4 – 1 (pro) | Detroit City FC | Gettler Stadium, Cincinnati |
| 19:30 (UTC−4) | Welshman 35', 99', 110' · Bone 94' | Relatório   | Lawson 31'      | Árbitro: Eric Tattersall    |

| 16 de maio    | Mississippi Brilla | 1 – 0     | Indy Eleven | Clinton High School, Clinton |
| 19:00 (UTC−5) | Easterling 81'     | Relatório |             | Árbitro: Alex Connelly       |

| 16 de maio    | Tulsa Roughnecks FC         | 3 – 4     | FC Wichita                                    | Hurricane Soccer & Track Stadium, Tulsa |
| 19:00 (UTC−5) | Pírez 30', 38' · Lennon 50' | Relatório | Wells 35' · Tayou 47', 90+1' · Landaverde 61' | Público: 634 Árbitro: Jose Lara         |

| 16 de maio    | Duluth FC | 0 – 2     | Saint Louis FC           | Public Schools Stadium, Duluth    |
| 19:00 (UTC−5) |           | Relatório | Dacres 25' · Hertzog 35' | Público: 584 Árbitro: Chris Ruska |

| 16 de maio    | Sacramento Republic FC              | 3 – 1     | San Francisco City FC | John Smith Field, Sacramento          |
| 17:00 (UTC−7) | Alemán 24' · Bijev 61' · Moffat 69' | Relatório | Lombardi 32'          | Público: 436 Árbitro: Elijio Arreguin |

| 16 de maio    | Jacksonville Armada FC | 1 – 0     | Tampa Bay Rowdies | Southern Oak Stadium, Jacksonville      |
| 20:30 (UTC−4) | Banks 58'              | Relatório |                   | Público: 374 Árbitro: Matthew Miscannon |

| 16 de maio    | Miami FC 2 | 1 – 3     | Miami United FC                     | FIU Soccer Stadium, Miami            |
| 20:30 (UTC−4) | Mares 18'  | Relatório | Ochoa 49', 52' · Victor Pelae 90+3' | Público: 607 Árbitro: Andres Vidales |

| 16 de maio    | Nashville SC  | 2 – 0     | Inter Nashville FC | Vanderbilt Soccer/Lacrosse Complex, Nashville |
| 19:30 (UTC−5) | Hume 19', 89' | Relatório |                    | Público: 2 077 Árbitro: Leland Grant          |

| 16 de maio    | NTX Rayados                                                       | 5 – 2 (pro) | Oklahoma City Energy FC            | Richland Community College, Dallas |
| 19:30 (UTC−5) | Rodríguez 38', 118' · Okeke 90' (pen), 105' · Martínez 108' (pen) | Relatório   | Rasmussen 50' (pen) · González 61' | Árbitro: Ramon Bermúdez, Jr.       |

| 16 de maio    | Midland-Odessa FC | 0 – 4     | San Antonio FC                                        | Grande Communications Stadium, Midland |
| 19:30 (UTC−5) |                   | Relatório | King 33' · Lopez 88' · Rodriguez 90+3' · Gordon 90+5' | Público: 460 Árbitro: Jorge Luna       |

| 16 de maio    | Colorado Springs Switchbacks FC           | 3 – 2     | FC Denver                           | Weidner Field, Colorado Springs   |
| 19:00 (UTC−6) | Eboussi 55' · Macias 58' · Burt 86' (pen) | Relatório | Magallanes 36' · Castillo 77' (pen) | Público: 500 Árbitro: Chris Greer |

| 16 de maio    | Sporting Arizona FC | 1 – 1 (pro) | Phoenix Rising FC | Chandler-Gilbert Community College, Chandler |
| 19:00 (UTC−6) | Arrubla 67'         | Relatório   | Cortez 65'        | Árbitro: Paul Nothman                        |

|                                            |       | Penalidades                            |  |
| Flood Vulovich LaMarca Guse Paul Kishimoto | 5 – 4 | Cortez Johnson Frater Awako Dia Wakasa |  |

| 16 de maio    | Fresno FC                      | 2 – 0 (pro) | Orange County FC | Chukchansi Park, Fresno               |
| 19:00 (UTC−7) | Campbell 95' · Bustamante 118' | Relatório   |                  | Público: 1 671 Árbitro: Turan Özdemir |

| 16 de maio    | Orange County SC          | 2 – 4     | FC Golden State Force                                                | Orange County Great Park, Irvine |
| 19:00 (UTC−7) | Duke 28' · Enevoldsen 33' | Relatório | Villalobos 30' · Allisson Ricardo 48' (pen) · Goñi 67' · Fonseca 89' | Árbitro: Omeed Azadpour          |

| 16 de maio    | Reno 1868 FC                                                                      | 7 – 3     | Portland Timbers U23                               | Greater Nevada Field, Reno |
| 19:30 (UTC−7) | van Ewijk 45+1', 47', 82' · Musovski 69' (pen), 73' · Mfeka 86' · Thierjung 90+4' | Relatório | Shimazaki 29' · Verstraaten 40' · Yomba 60' (g.c.) | Árbitro: Nicholas Marin    |

| 16 de maio    | Las Vegas Lights FC                       | 4 – 2     | FC Tucson                   | Peter Johann Soccer Field, Las Vegas |
| 20:00 (UTC−7) | Alvarez 5' · Alatorre 9' · Ochoa 56', 66' | Relatório | Romero 39' · Valenzuela 48' | Árbitro: Alejandro Aguilera          |

## Terceira fase
Os pareamentos desta fase foram anunciados em 14 de maio.
| 22 de maio    | North Carolina FC                               | 4 – 1     | Ocean City Nor'easters | WakeMed Soccer Park, Cary               |
| 19:00 (UTC−4) | Lomis 8' · da Luz 26' · Fortune 66' · Ewolo 83' | Relatório | Ilic 17'               | Público: 1 778 Árbitro: Gustavo Solorio |

| 23 de maio    | Pittsburgh Riverhounds | 1 – 3     | FC Cincinnati                          | Highmark Stadium, Pittsburgh |
| 19:00 (UTC−4) | Chin 88'               | Relatório | McLaughlin 39' · Laing 61' · Haber 62' | Árbitro: Kevin Fikar         |

| 23 de maio    | Richmond Kickers                      | 3 – 2     | Penn FC         | City Stadium, Richmond              |
| 19:00 (UTC−4) | Luiz Fernando 13', 22' · Cordovés 83' | Relatório | Rivera 36', 60' | Público: 1 957 Árbitro: John Griggs |

| 23 de maio    | Charleston Battery | 1 – 0     | Elm City Express | MUSC Health Stadium, Charleston           |
| 19:00 (UTC−4) | Wild 83'           | Relatório |                  | Público: 1 242 Árbitro: Sergii Demianchuk |

| 23 de maio    | Louisville City FC | 1 – 0     | Saint Louis FC | Lynn Stadium, Louisville              |
| 19:00 (UTC−4) | Totsch 58'         | Relatório |                | Público: 2 008 Árbitro: Joshua Brooks |

| 23 de maio    | Jacksonville Armada FC | 0 – 2     | Miami United FC             | Southern Oak Stadium, Jacksonville      |
| 19:00 (UTC−4) |                        | Relatório | Granitto 21' · Gorobsov 26' | Público: 504 Árbitro: Matthew Miscannon |

| 23 de maio    | NTX Rayados             | 2 – 0     | FC Wichita | Richland College Field #10, Dallas |
| 19:30 (UTC−5) | Ramos 6' · Escalera 29' | Relatório |            | Árbitro: Travis Haight             |

| 23 de maio    | Nashville SC                             | 3 – 1     | Mississippi Brilla | Vanderbilt Soccer/Lacrosse Complex, Nashville |
| 19:30 (UTC−5) | Allen 19' · Woodberry 30' · Shroot 90+1' | Relatório | Matsoso 59'        | Público: 1 047 Árbitro: José Lara             |

| 23 de maio    | San Antonio FC    | 1 – 1 (pro) | Colorado Springs Switchbacks FC | Toyota Field, San Antonio            |
| 19:30 (UTC−5) | Castillo 8' (pen) | Relatório   | Uzo 26'                         | Público: 4 853 Árbitro: Elton Garcia |

|                                     |       | Penalidades                  |  |
| Escalante King Rodriguez Seth Lopez | 5 – 3 | Vercollone Jack Suggs Macias |  |

| 23 de maio    | Sporting Arizona FC | 1 – 2 (pro) | Fresno FC                    | Chandler-Gilbert Community College, Chandler |
| 19:00 (UTC−6) | Flood 66'           | Relatório   | Barrera 75' · Bustamante 99' | Árbitro: Anthony Bersano                     |

| 23 de maio    | FC Golden State Force      | 2 – 1     | Las Vegas Lights FC | Rio Hondo College, Whittier             |
| 19:00 (UTC−7) | Faramilio 75', 90+1' (pen) | Relatório | Huiqui 81'          | Público: 524 Árbitro: Samantha Martinez |

| 23 de maio    | Reno 1868 FC | 0 – 1     | Sacramento Republic FC | Greater Nevada Field, Reno                      |
| 19:30 (UTC−7) |              | Relatório | Alemán 69'             | Público: 1 822 Árbitro: Vincent Apple-Chiarella |

## Quarta fase
O sorteio para esta fase foi realizado em 24 de maio.
| 5 de junho    | Philadelphia Union                                                    | 5 – 0     | Richmond Kickers | Talen Energy Stadium, Chester        |
| 19:00 (UTC−4) | Elliott 3' · Accam 27' (pen) · Fontana 44' · Epps 45+2' · Simpson 49' | Relatório |                  | Público: 3 565 Árbitro: Lorant Varga |

| 5 de junho    | Louisville City FC                      | 3 – 2     | New England Revolution          | Lynn Stadium, Louisville                |
| 19:00 (UTC−4) | Jimenez 11' · Lancaster 37' · Ownby 62' | Relatório | Segbers 5' · McMahon 26' (g.c.) | Público: 5 196 Árbitro: Aaron Hernandez |

| 5 de junho    | D.C. United | 1 – 1 (pro) | North Carolina FC | Maryland SoccerPlex, Germantown       |
| 19:00 (UTC−4) | Harkes 25'  | Relatório   | Lomis 83'         | Público: 3 118 Árbitro: Matthew Franz |

|                                     |       | Penalidades                  |  |
| Asad Mattocks Acosta Harkes Miranda | 4 – 3 | Ríos Bekker Lomis Doue Tobin |  |

| 6 de junho    | Columbus Crew SC         | 2 – 2 (pro) | Chicago Fire      | Mapfre Stadium, Columbus                   |
| 19:00 (UTC−4) | Martínez 10' · Jahn 114' | Relatório   | Nikolić 45', 109' | Público: 4 992 Árbitro: Marcos de Oliveira |

|                                                                                   |        | Penalidades                                                                                 |  |
| Valenzuela Jiménez Argudo Abubakar Jahn Martínez Crognale Sosa Abu Opoku Ketterer | 9 – 10 | Nikolić Katai McCarty Campos Schweinsteiger Bronico Lillard Corrales Ramos Campbell Sánchez |  |

| 6 de junho    | New York Red Bulls                       | 4 – 0     | New York City FC | Red Bull Arena, Harrison              |
| 19:30 (UTC−4) | Bezecourt 2' · Long 52' · Royer 87', 89' | Relatório |                  | Público: 9 496 Árbitro: Fotis Bazakos |

| 6 de junho    | Miami United FC | 0 – 3     | Orlando City SC                 | Ted Hendricks Stadium, Hialeah          |
| 19:30 (UTC−4) |                 | Relatório | Pinho 37' · Powers 53' · PC 62' | Público: 2 721 Árbitro: Elvis Osmanovic |

| 6 de junho    | Atlanta United FC                             | 3 – 0     | Charleston Battery | Fifth Third Bank Stadium, Kennesaw         |
| 19:30 (UTC−4) | Carleton 14' · Barco 47' (pen) · Williams 64' | Relatório |                    | Público: 9 742 Árbitro: Guido Gonzalez Jr. |

| 6 de junho    | FC Cincinnati | 0 – 0 (pro) | Minnesota United | Nippert Stadium, Cincinnati              |
| 19:30 (UTC−4) |               | Relatório   |                  | Público: 15 486 Árbitro: Eric Tattersall |

|                               |       | Penalidades                   |  |
| Walker de Wit Lahoud Albadawi | 1 – 3 | Ramirez Martin Kallman Warner |  |

| 6 de junho    | Nashville SC                  | 2 – 0     | Colorado Rapids | Vanderbilt Stadium, Nashville          |
| 19:30 (UTC−5) | Azira 39' (g.c.) · Mensah 78' | Relatório |                 | Público: 4 453 Árbitro: Kevin Broadley |

| 6 de junho    | Houston Dynamo                                                   | 5 – 0     | NTX Rayados | BBVA Compass Stadium, Houston           |
| 19:30 (UTC−5) | Rodríguez 55', 71' (pen) · Quintanilla 68', 90+2' · Zaldívar 88' | Relatório |             | Público: 6 212 Árbitro: Rosendo Mendoza |

| 6 de junho    | San Antonio FC | 0 – 1     | FC Dallas    | Toyota Field, San Antonio            |
| 19:30 (UTC−5) |                | Relatório | Akindele 46' | Público: 6 224 Árbitro: Elton García |

| 6 de junho    | Real Salt Lake | 0 – 2     | Sporting Kansas City     | Rio Tinto Stadium, Sandy              |
| 20:00 (UTC−6) |                | Relatório | Russell 47' · Belmar 74' | Público: 15 833 Árbitro: Malik Badawi |

| 6 de junho    | Los Angeles FC           | 2 – 0     | Fresno FC | Banc of California Stadium, Los Angeles |
| 19:00 (UTC−7) | Rossi 53' · Blessing 56' | Relatório |           | Público: 7 500 Árbitro: Mark Allatin    |

| 6 de junho    | Portland Timbers            | 2 – 0     | San José Earthquakes | Providence Park, Portland              |
| 19:30 (UTC−7) | Ebobisse 28' · Asprilla 66' | Relatório |                      | Público: 12 769 Árbitro: Farhad Dadkho |

| 6 de junho    | Sacramento Republic FC    | 2 – 1     | Seattle Sounders FC | Papa Murphy's Park, Sacramento           |
| 20:00 (UTC−7) | Iwasa 60' · Matjašič 115' | Relatório | Shipp 90+1'         | Público: 5 619 Árbitro: Joseph Dickerson |

## Oitavas de final
O sorteio desta fase foi realizado em 7 de junho.
| 15 de junho   | Portland Timbers | 1 – 0     | Los Angeles Galaxy | Providence Park, Portland                 |
| 20:00 (UTC−7) | Blanco 30'       | Relatório |                    | Público: 14 556 Árbitro: Joseph Dickerson |

| 16 de junho   | Philadelphia Union         | 2 – 1     | New York Red Bulls  | Talen Energy Stadium, Chester       |
| 19:00 (UTC−4) | Medunjanin 52' · Burke 61' | Relatório | Wright-Phillips 77' | Público: 4 009 Árbitro: Jon Freemon |

| 16 de junho   | Sporting Kansas City          | 3 – 2     | FC Dallas              | Children's Mercy Park, Kansas City    |
| 20:00 (UTC−5) | Sallói 43', 66' · Croizet 89' | Relatório | Gruezo 18' · Lamah 77' | Público: 15 238 Árbitro: Ramy Touchan |

| 18 de junho   | Houston Dynamo | 1 – 0     | Minnesota United FC | BBVA Compass Stadium, Houston              |
| 19:30 (UTC−5) | Manotas 47'    | Relatório |                     | Público: 1 930 Árbitro: Guido Gonzalez Jr. |

| 20 de junho   | D.C. United | 1 – 1 (pro) | Orlando City SC | Maryland SoccerPlex, Germantown            |
| 19:00 (UTC−4) | Acosta 10'  | Relatório   | Meram 17'       | Público: 3 254 Árbitro: Marcos de Oliveira |

|                            |       | Penalidades                                |  |
| Asad Acosta Harkes Mullins | 2 – 4 | Johnson Kljestan Mueller Villarreal Colmán |  |

| 20 de junho   | Louisville City FC         | 2 – 1     | Nashville SC | Lynn Stadium, Louisville |
| 19:00 (UTC−4) | Craig 24' · DelPiccolo 58' | Relatório | LaGrassa 68' | Árbitro: Malik Badawi    |

| 20 de junho   | Atlanta United FC | 0 – 1     | Chicago Fire | Mercedes-Benz Stadium, Atlanta          |
| 19:30 (UTC−4) |                   | Relatório | Nikolić 54'  | Público: 41 012 Árbitro: Rubiel Vazquez |

| 20 de junho   | Los Angeles FC                           | 3 – 2     | Sacramento Republic FC | Banc of California Stadium, Los Angeles |
| 19:30 (UTC−7) | Feilhaber 58' · Rossi 67' · Blessing 89' | Relatório | Hord 35' · Bijev 60'   | Público: 8 750 Árbitro: Nima Saghafi    |

## Quartas de final
O sorteio para esta fase foi realizado em 7 de junho.
| 18 de julho   | Philadelphia Union | 1 – 0     | Orlando City SC | Chester, Talen Energy Stadium          |
| 19:00 (UTC−4) | Bedoya 4'          | Relatório |                 | Público: 7 176 Árbitro: Rubiel Vazquez |

| 18 de julho   | Chicago Fire                                         | 4 – 0     | Louisville City FC | Toyota Park, Bridgeview              |
| 19:30 (UTC−5) | Nikolić 16' · Katai 32' · Campos 90' · Collier 90+2' | Relatório |                    | Público: 3 322 Árbitro: Nima Saghafi |

| 18 de junho   | Houston Dynamo                     | 4 – 2     | Sporting Kansas City       | BBVA Compass Stadium, Houston         |
| 19:30 (UTC−5) | Quioto 35', 66' · Manotas 69', 88' | Relatório | Russell 2' · Croizet 90+3' | Público: 6 431 Árbitro: Allen Chapman |

| 18 de julho   | Los Angeles FC                           | 3 – 2     | Portland Timbers           | Banc of California Stadium, Los Angeles |
| 19:30 (UTC−7) | Guzmán 33' (g.c.) · Vela 38' · Ureña 51' | Relatório | Cascante 45+2' · Vytas 52' | Público: 17 898 Árbitro: Ramy Touchan   |

## Semifinais
O sorteio para esta fase foi realizado em 23 de julho de 2018.
| 8 de agosto   | Philadelphia Union          | 3 – 0     | Chicago Fire | Talen Energy Stadium, Chester        |
| 19:00 (UTC−4) | Burke 59', 77' · Sapong 86' | Relatório |              | Público: 7 934 Árbitro: Ramy Touchan |

| 8 de agosto   | Houston Dynamo                           | 3 – 3 (pro) | Los Angeles FC       | BBVA Compass Stadium, Houston          |
| 19:00 (UTC−5) | Wenger 12' · Manotas 25' · Rodríguez 75' | Relatório   | Rossi 6', 78', 90+5' | Público: 7 581 Árbitro: Rubiel Vazquez |

|                                                          |       | Penalidades                                             |  |
| Cerén Rodríguez Elis García Martínez Gil Wenger Senderos | 7 – 6 | Beitashour Kovar Horta Vela Ciman Harvey Rossi Blessing |  |

## Final
A definição do mandante da partida foi definida no sorteio realizado no dia 23 de julho de 2018.
| 26 de setembro | Houston Dynamo                      | 3 – 0     | Philadelphia Union | BBVA Compass Stadium, Houston         |
| 19:00 (UTC−5)  | Manotas 4', 25' · Trusty 65' (g.c.) | Relatório |                    | Público: 16 060 Árbitro: Nima Saghafi |

## Premiação
| Lamar Hunt U.S. Open Cup de 2018    |
| Texas                               |
| ----------------------------------- |
| Houston Dynamo Campeão (1.º título) |